# 史載赫
史載赫（사재혁；1985年1月29日—）是大韓民國的男子舉重运动员，在江原道的洪川郡出生。

## 简历
2005年，史載赫在韓國南部城市釜山舉行的第31屆世界青年舉重錦標賽69公斤級別贏得了兩面挺舉金牌。
2007年在泰國清邁舉行的2007世界舉重錦標賽，史載赫在77公斤級別排名第五，总成绩353公斤，並因此而當選當年韓國舉重聯盟評選的最佳運動員。
2008年8月，史載赫在中國北京舉辦的2008年夏季奥林匹克运动会的男子举重77公斤级决赛上，以抓举163公斤、挺举203公斤，总成绩366公斤的成绩夺得该项目冠军。
2012年，在英国伦敦举行的夏季奥林匹克运动会举重比赛的男子77公斤級比赛中史载赫在第二次抓举失误受伤，关节对折。

## 外部連結
- Athlete Biography at beijing2008